# Умлаут (діакритичний знак)
Умла́ут (від нім. Umlaut) — діакритичний знак, що позначає фонетичне явище умлауту голосних звуків у німецькій та інших мовах. Зазвичай має вигляд двох крапок над буквою, а в готичному шрифті традиційно (крім останніх десятиріч) мав вигляд маленької надрядкової літери e. У німецькій мові використовується у буквах Ää, Öö і Üü (званих «A-умлаут», «O-умлаут» і «U-умлаут» відповідно).
Коли незмога вживати діакритичні знаки, на позначення літер з умлаутом у німецькій мові традиційно вживають диграфи: «ae», «oe», «ue».
Умлаут треба відрізняти від схожих надлітерних двокрапок іншого змісту: так, трема чи дієрезис (у грецькій та романських мовах, іноді в англійській) свідчить про роздільну вимову двох голосних.

## Трема
Графічно аналогічний умлауту знак трема́ (фр. tréma) або дієре́зис (лат. diaeresis). Він вживається в низці мов (французькій, англійський) для позначення роздільної вимови голосних у сполученнях.